# 罗马特米尼车站

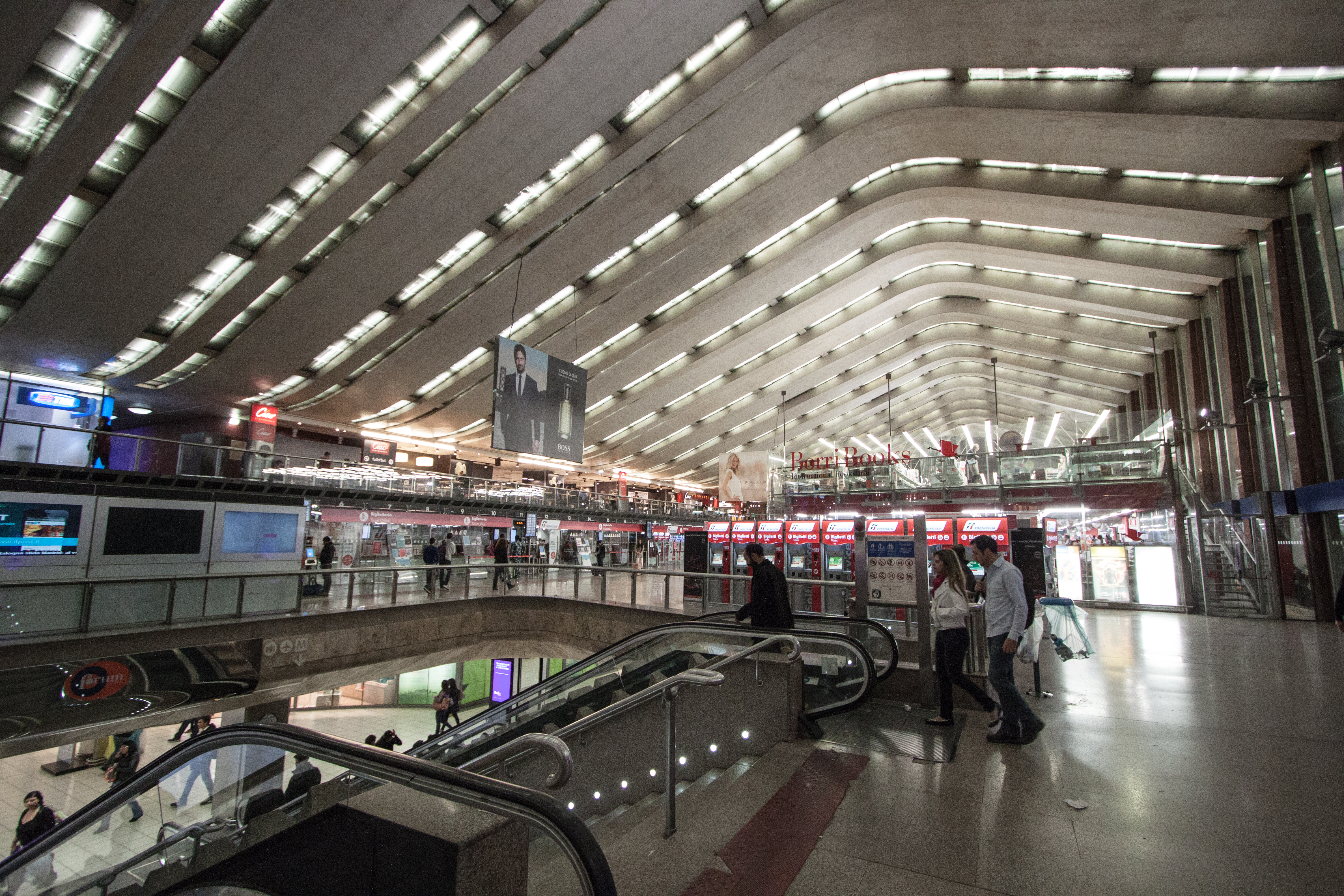
特米尼車站內部

特米尼車站（義大利語：Stazione di Roma Termini）是羅馬市的主要鐵路車站，歐洲最大的車站之一，也是羅馬地鐵A線與B線的轉乘站。特米尼車站的名稱是從戴克里先浴場而來的，它與車站的入口隔街相望
。
特米尼車站每天都有火車通往義大利各個主要城市，也有火車行駛國際線，通往巴黎、慕尼黑、巴塞爾、維也納及日內瓦等地。特米尼車站總共擁有29個月台，每年旅客人次超過1億5000萬人。
特米尼車站也是羅馬市區主要的大眾運輸中心，羅馬地鐵的A線與B線在此設有同名交會站，而主要的公車站則位在車站前方的五百人廣場。不過羅馬電車路線則通過距離特米尼車站東方約500公尺的馬焦雷門。
2006年9月23日，經過市議會的投票，特米尼車站用來紀念教宗若望·保祿二世。這次提議也類似羅馬主要機場罗马－菲乌米奇诺列奥纳多·达芬奇国际机场（位於菲烏米奇諾），為了紀念李奧納多·達文西而用他來命名。

## 歷史
庇護九世在1863年2月25日宣佈特米尼臨時車站正式開始運作，而這座車站也成為羅馬－弗拉斯卡蒂鐵路、羅馬－奇維塔韋基亞鐵路及羅馬－且普拉諾（Ceprano）鐵路的終點站。羅馬－弗拉斯卡蒂鐵路及羅馬－奇維塔韋基亞鐵路原先的車站是兩個不同的車站，而羅馬－且普拉諾鐵路的車站則選擇設立在特米尼臨時車站。這種構想與巴黎的鐵路模式相異，因為巴黎每條不同的鐵路路線都擁有各自的終點站。
當時荒廢的Montalto-Peretti別墅被當成新的鐵路車站的預定地，新的車站則被稱為「羅馬中央車站」。特米尼永久車站則在1868年開始建造，且因為建築師薩爾瓦多·畢安奇的設計，所以特米尼車站直到1874年才完工。特米尼車站的前方延伸到加富爾路，暗示這個區域原先距離車站約200公尺。
羅馬政府在1937年決定重建原先的車站，並為了1942年預定在羅馬舉辦的世界博覽會做準備，但這次博覽會後來因為第二次世界大戰的爆發而終止。特米尼車站與舊的特米尼車站在第二次世界大戰中遭受破壞，而人們後來試圖重建。但是重建計畫因義大利法西斯政府在1943年垮台而停止。馬佐尼後來對於特米尼車站的設計仍然保留至今。

## 車站現況
目前特米尼車站的設計是由兩組在1947年從競賽脫穎而出的建築師所設計的，並在1950年正式完工。特米尼車站非常的長，現代主義的立面、兩重曲線的懸吊鋼筋混凝土屋頂也是特色之一。因為特米尼車站獨特的外型，所以也被稱為「恐龍」。

## 外部連結
- 地理坐标：41°54′02″N 12°30′06″E / 41.90056°N 12.50167°E
- Depliant illustrativo di Roma Termini di Grandi Stazioni
- Roma Segreta: immagini vecchia stazione (1874-1939) （页面存档备份，存于）
- Storia e fotografie delle stazioni ferroviarie e metropolitane di Roma